# بيتر ويلكوكس
بيتر ويلكوكس (بالإنجليزية: Peter Willcox)‏ هو ناشط أمريكي، ولد في 6 مارس 1953.